# Ranunculus veronicae
Ranunculus veronicae är en ranunkelväxtart som beskrevs av N. Böhling. Ranunculus veronicae ingår i släktet ranunkler, och familjen ranunkelväxter. Inga underarter finns listade i Catalogue of Life.